# Marietta Giannakou
Marietta Giannakou (în greacă Μαριέττα Γιαννάκου; n. 6 iunie 1951, Geraki, Geronthres Municipal Unit⁠(d), Peloponez, Grecia de Vest și Insulele Ionice⁠(d), Grecia – d. 27 februarie 2022, Atena, Grecia) a fost o politiciană greacă, membră a Noii Democrații. Ea a ocupat funcția de ministru al educației naționale și al afacerilor religioase al Greciei.

## Biografie
S-a născut în Geraki Lakonias și a devenit medic și neuropsiholog la Facultatea de Medicină a Universității din Atena. Ea a fost deputată în Parlamentul Greciei, vicepreședinte al Comisiei parlamentare pentru afaceri europene, membră al Comisiei parlamentare pentru afaceri externe și apărare națională și membră al Comisiei parlamentare interpartide pentru examinarea problemei drogurilor. Mai mult, ea a fost președintele Grupului de prietenie elenă dintre parlamentele Greciei și Poloniei și membră a Grupurilor de prietenie grecești dintre parlamentele Greciei și Statelor Unite și ale Greciei și Marocului. Coordonator național și membră al Grupului de lucru orizontal pentru droguri al Consiliului Uniunii Europene. Președinte al Grupului Regional Balcani/Orientul Mijlociu al Grupului Dublin al Consiliului Uniunii Europene. Membră al Biroului Politic al Partidului Popular European. A fost ministră al sănătății, bunăstării și securității sociale, precum și fost membră al parlamentului grec. Ea a fost, de asemenea, fostă deputată în Parlamentul European, precum și fostă șefă a Delegației Partidului Noua Democrație în Parlamentul European. Ea a fost președintele Comitetului European „Lumea a patra”, precum și fostul vicepreședinte al Uniunii Creștin Democrate Europene. De-a lungul vieții, ea a publicat numeroase articole și rapoarte științifice referitoare la perspectivele europene asupra problemelor drogurilor, crimei organizate, femeile în societățile contemporane, precum și politicile sociale.
Giannakou a fost numită ministru al Educației Naționale și al Cultelor la 10 martie 2004. Ea a încercat să schimbe legea astfel încât universitățile private să fie recunoscute pentru că universitățile private sunt interzise de constituția din 1975. Politica ei educațională a dus la demonstrații masive ale studenților și profesorilor.
Giannakou nu a reușit să câștige un loc la alegerile parlamentare din septembrie 2007 și și-a pierdut poziția în Cabinet. 
La 6 februarie 2008, din cauza unei răni mai vechi la piciorul drept, s-a internat la spitalul Errikos Dunan din Atena. Pe 7 februarie, medicii nu au reușit să-i restabilească starea anterioară și au procedat la o amputare sub genunchi.  Alte complicații au dus la o amputare deasupra genunchiului. A avut o recuperare necomplicată și a revenit la politica activă.
În mai 2009, ea a fost aleasă să conducă lista PE Noua Democrație și, ulterior, a fost aleasă ca unul dintre cei 22 de europarlamentari greci. În noiembrie 2020 a fost aleasă vicepreședinte al Adunării Parlamentare a NATO . 
Giannakou a murit la Atena pe 27 februarie 2022, la vârsta de 70 de ani. 